# La Paz (Indiana)
La Paz es un pueblo ubicado en el condado de Marshall en el estado estadounidense de Indiana. En el Censo de 2010 tenía una población de 561 habitantes y una densidad poblacional de 565,54 personas por km².

## Geografía
La Paz se encuentra ubicado en las coordenadas 41°27′22″N 86°18′29″O / 41.45611, -86.30806. Según la Oficina del Censo de los Estados Unidos, La Paz tiene una superficie total de 0.99 km², de la cual 0.99 km² corresponden a tierra firme y (0%) 0 km² es agua.

## Demografía
Según el censo de 2010, había 561 personas residiendo en La Paz. La densidad de población era de 565,54 hab./km². De los 561 habitantes, La Paz estaba compuesto por el 97.86% blancos, el 0.18% eran afroamericanos, el 0.18% eran amerindios, el 0.18% eran asiáticos, el 0% eran isleños del Pacífico, el 0.53% eran de otras razas y el 1.07% pertenecían a dos o más razas. Del total de la población el 4.28% eran hispanos o latinos de cualquier raza.